# Rusowo (gromada)
Rusowo – dawna gromada, czyli najmniejsza jednostka podziału terytorialnego Polskiej Rzeczypospolitej Ludowej w latach 1954–1972.
Gromady, z gromadzkimi radami narodowymi (GRN) jako organami władzy najniższego stopnia na wsi, funkcjonowały od reformy reorganizującej administrację wiejską przeprowadzonej jesienią 1954 do momentu ich zniesienia z dniem 1 stycznia 1973, tym samym wypierając organizację gminną w latach 1954–1972.
Gromadę Rusowo z siedzibą GRN w Rusowie utworzono – jako jedną z 8759 gromad na obszarze Polski – w powiecie kołobrzeskim w woj. koszalińskim na mocy uchwały nr 43/54 WRN w Koszalinie z dnia 5 października 1954. W skład jednostki weszły obszary dotychczasowych gromad Rusowo i Kukinia ze zniesionej gminy Ustronie Morskie, obszar dotychczasowej gromady Gąskowo ze zniesionej gminy Dygowo oraz obszar dotychczasowej gromady Połomino ze zniesionej gminy Wrzosowo w tymże powiecie. Dla gromady ustalono 10 członków gromadzkiej rady narodowej.
1 stycznia 1958 z gromady Rusowo wyłączono wsie Gąskowo i Połomino, włączając je do gromady Dygowo w tymże powiecie, po czym gromadę Rusowo zniesiono, a jej (pozostały) obszar włączono do gromady Ustronie Morskie tamże.